# Черныш, Александр Гаврилович
Александр Гаврилович Черныш (10 января 1920 — 27 мая 2006) — аппаратчик Сумского Краснозвёздного рафинадного завода, город Сумы.

## Биография
Родился 10 января 1920 года. Украинец. Рано осиротел, воспитывался в детском доме.
В 1936 году пошёл работать на Сумской рафинадный завод. После нескольких лет работы на заводе был призван в ряды Красной Армии.
Участник Великой Отечественной войны 1941—1945 годов. Член ВКП/КПСС с 1941 года. Воевал пулеметчиком в моторизированных войсках, лейтенант. Прошел боевой путь от Москвы до Берлина. День Победы встретил в Праге. За годы войны был награждён тремя орденами Красной Звезды, орденом Отечественной войны 1-й степени, медалями; получил десятки благодарностей от командования.
После войны был демобилизован. Вернулся в город Сумы. Снова пошёл работать на рафинадный завод. Работал слесарем, затем аппаратчиком.
Участвовал в реконструкции завода. Новые аппараты имели большой недостаток — они плохо промывались, а на стенках оставался толстый слой накипи. Напрасно тратилось время, пар и электроэнергия. А. Г. Черныш предложил новое устройство, через которое под давлением проходила вода и пар. Этот способ снизил время на промывание аппаратов.
Также принимал активное участие в монтаже вакуум-аппаратов и мешалок-кристаллизаторов. За время семилетки новатор А. Г. Черныш подал 42 рационализаторских предложения, направленные на улучшения производства, облегчения человеческого труда. Осуществление их сэкономило предприятию больше 3000 рублей. А. Г. Черныш обслуживал три аппарата, систематически изготавливал качественную продукцию, перевыполнял планы.
Указом Президиума Верховного Совета СССР от 23 мая 1966 года Чернышу Александру Гавриловичу присвоено звание Героя Социалистического Труда с вручением ордена Ленина и золотой медали «Серп и Молот».
Избирался председателем комитета профсоюза смены. Был наставником молодежи. Жил в городе Сумы. Умер 27 мая 2006 года. Похоронен на кладбище РТИ в Сумах.
Награждён орденами Ленина, Октябрьской Революции, 2 орденами Отечественной войны 1-й степени, 3 орденами Красной Звезды, медалями «За оборону Москвы», «За взятие Берлина», «За освобождение Праги», другими медалями.